# محمد سالم (حكم)
محمد سالم، حكم كرة قدم عماني دولي.
و قد حكم في كأس الخليج 2002، وقد أدار مباراة منتخب السعودية لكرة القدم ومنتخب الإمارات لكرة القدم في 24 يناير 2002.